# Hermann von Spaun
Hermann von Spaun (Viena, 9 de mayo de 1833-Gorizia, 28 de mayo de 1919) fue un almirante austrohúngaro.

## Biografía
El barón Hermann von Spaun provenía de una antigua familia originaria de la región alemana de Suabia, sus padres fueron Joseph von Spaun y Franziska Roner Edle von Ehrenwert, los cuales se habían casado el 14 de abril de 1828 en Viena. 
En 1850 se unió como cadete provisional en la marina imperial austriaca, sirviendo en varios barcos y obteniendo en 1853 el rango de alférez de fragata. En 1859 obtuvo el rango de teniente y fue asignado como primer oficial de la goleta Artemisia durante la guerra contra Francia y el Reino de Cerdeña. Durante la guerra contra Dinamarca en 1864 fue asignado como primer oficial de la fragata blindada SMS Juan d'Austria en el mar del Norte. A comienzos del año de la guerra de 1866, era el comandante del vapor Andreas Hofer y más tarde fue asignado a la fragata blindada SMS Erzherzog Ferdinand Max, barco con el que participó en la Batalla de Lissa. Por su probada valentía recibió la Orden de la Corona de Hierro de tercera clase.
Desde 1867 fue comandante de la goleta Saida durante dos años. En 1869 fue ascendido a capitán de corbeta y asignado como comandante de la cañonera Hum. En 1871 fue promovió a capitán de fragata y en 1873 se convirtió en agregado naval en Londres, representando durante seis años a la marina austriaca en el Reino Unido, en ese momento la potencia naval más grande del mundo. Desde 1879 hasta 1883 se le asignó a la goleta Saida en un viaje de estudios organizado por el archiduque Carlos Esteban de Habsburgo-Teschen, que navegó por las costas de Brasil y América del Norte. En el 1884 se le confió el mando del SMS Tegetthoff y después fue transferido al yate imperial SMS Miramar con el cual acompañó al príncipe heredero en una travesía a oriente.

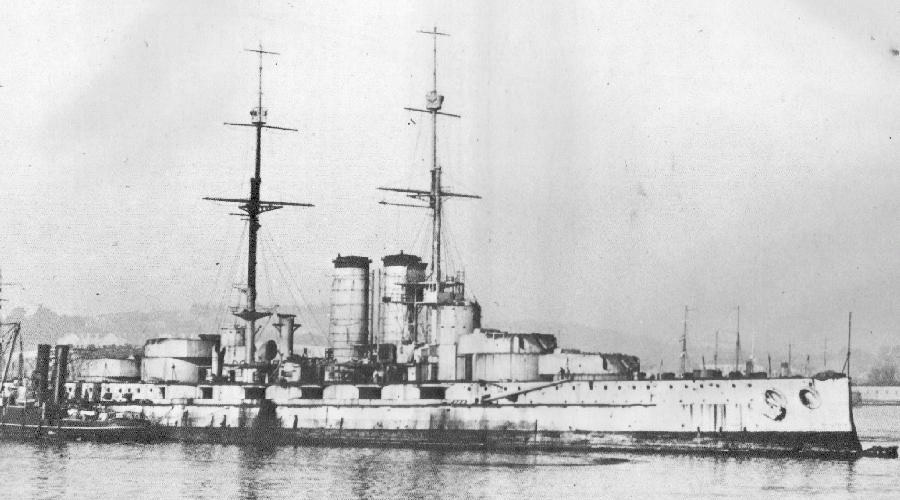
SMS Prinz Eugen.

Durante las maniobras de verano de 1885 dirigió el SMS Prinz Eugen e inmediatamente fue nombrado comodoro y comandante de una división de barcos en el Mediterráneo.  Con ella participó en 1886 en el bloqueo de la costa griega. En el mismo año fue promovido a contraalmirante y puesto a cargo de los comités técnicos de la marina. Durante los ejercicios de verano del año siguiente, se desempeñó como comandante de escuadrón al mando de toda la flota.
En la conferencia marítima internacional de Washington en 1889, representó al gobierno austriaco y también llevó a las delegaciones de la flota a las celebraciones del IV centenario del descubrimiento de América en Génova, en homenaje a Cristóbal Colón y en 1897 estuvo en Londres para las celebraciones del sexagésimo aniversario del jubileo de la Reina Victoria. Después de ser ascendido a vicealmirante en 1892, se convirtió en el delegado del comandante general de la marina austriaca, el almirante Maximilian Daublebsky von Sterneck, hasta octubre de 1897, convirtiéndose en su sucesor en el mismo cargo. Spaun se casó el 28 de abril de 1892 con Emma Lobmeyr en Trieste. 
El 1 de mayo de 1899 fue ascendido al rango de almirante y en 1902 fue nombrado senador del Imperio austrohúngaro.
Después de siete años al mando general de la flota y un total de 54 años en la marina, el 1 de noviembre de 1904, a petición propia, Von Spaun se retiró y pasó sus últimos años en Gorizia, donde moriría más tarde. El crucero ligero SMS Admiral Spaun fue nombrado en su honor.

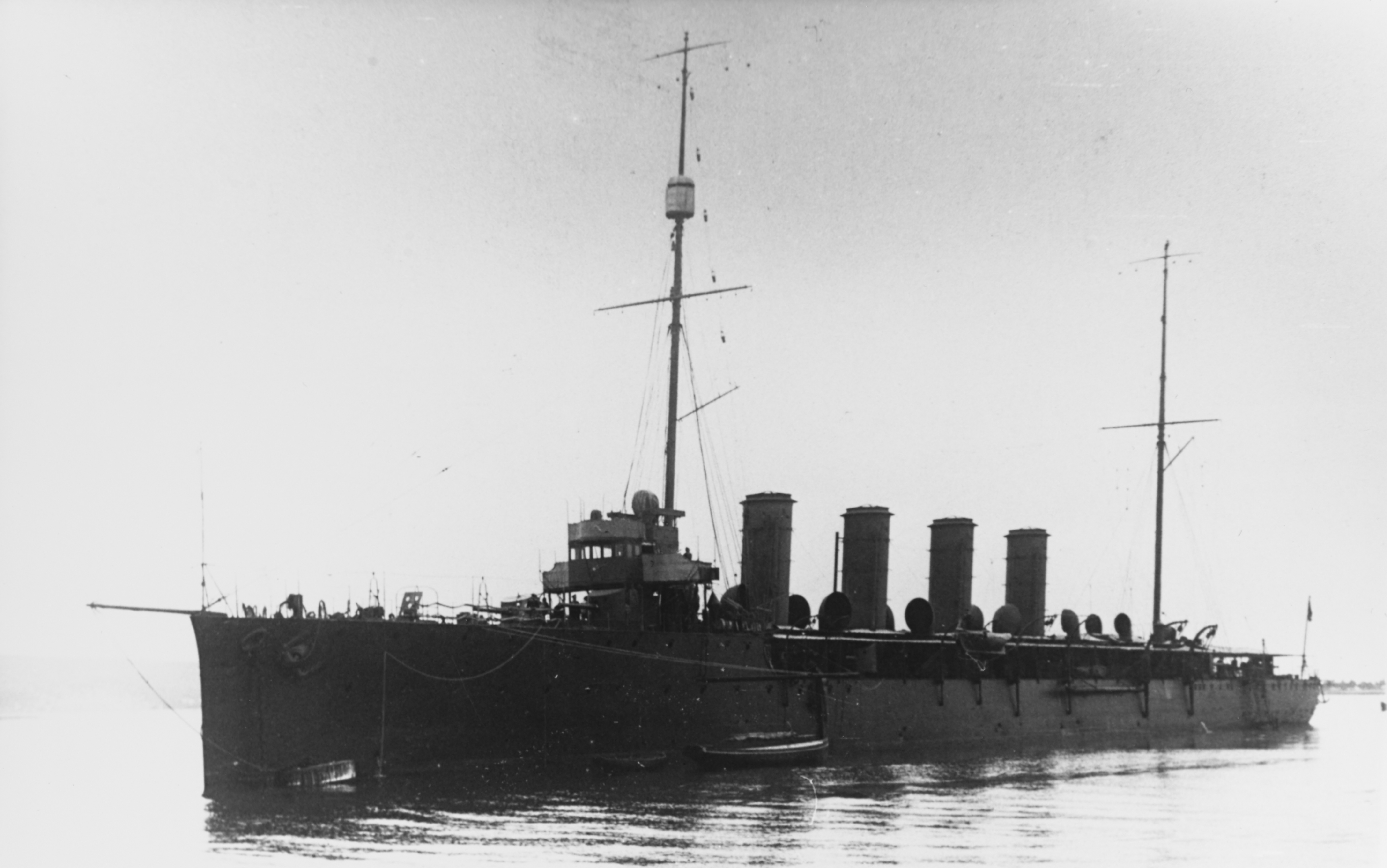
SMS Admiral Spaun, buque nombrado en su honor, en servicio de la K.u.K Armada austrohúngara.